# アイライン (企業)
株式会社アイライン(英文名称:I Line, Corp.)は、かつて、栃木県宇都宮市と東京都千代田区に本社を置いていた、人材派遣・業務請負業者。フジスタッフホールディングスの完全子会社であった。

## 概要
「人にして欲しいと思うことを その人にもしなさい」（聖書にある“黄金律”）をフジスタッフグループの理念とし、企業の社会的責任活動として、「社会貢献活動」、「コンプライアンス」、「環境への取り組み」を掲げている。
スタッフは能力・経験・勤務態度によって5段階の階層に分けられ、管理を受けている。
『アイラインスタッフ通信』を現在隔月で発行しており、スタッフに郵送される他、スタッフ専用サイトにて最新号からVol.5までのバックナンバーを閲覧できる。
給与の支払い体系については、短期契約による雇用の場合は、毎週金曜日午前8時30分〆翌週金曜日振込の週払いとなる（所得税等の課税等は、日払での計算扱い）。長期契約の雇用の場合は月払振込みによる支払となるが、〆日や支払日は派遣先によって異なる。また、派遣先によっては東京都民銀行が提供する「前給」制度が使える場合がある。また、いずれの場合もゆうちょ銀行への給振はできないとある。なお、2009年6月までは日給制であったが、登録者からわかりづらいという苦情があったため、同年7月以降は時給制に変更されている。
フジスタッフとの統合に伴い、2011年7月1日よりランスタッド株式会社（フジスタッフが社名変更）が当社の業務を継承した 。また従前のフジスタッフとの拠点名・所在地の重複がある支店・センターについては、2012年2月までに統合ないしは改称が実施された。
主取引行は、地元の足利銀行で、このほか商工組合中央金庫・栃木銀行・みずほ銀行・常陽銀行に加え、栃木県内に支店のない三菱東京UFJ銀行をその他取引行としていた。

## 沿革
- 1998年（平成10年）6月 工場における製造ラインの業務請負を目的として、群馬県伊勢崎市に株式会社富士インターナショナルキャリアサービスを設立
- 1999年（平成11年）3月 商号を富士アウトソーシング株式会社に変更し、本社を栃木県宇都宮市東簗瀬に移転
- 2000年（平成12年）
  - 7月 富士総合サービス株式会社（現・ランスタッド株式会社）の業務請負事業を営業譲受
  - 11月 都運送株式会社を子会社化
- 2001年（平成13年）10月 再就職支援会社大手の株式会社JMAMチェンジコンサルティングと提携し、製造業に特化した再就職支援事業を開始
- 2003年（平成15年）
  - 2月 フジキャリアコンサルティング株式会社を設立し、再就職支援事業を移管
  - 2月 マレーシアに日系企業に対する業務請負事業を目的として、FUJI OUTSOURCING MALAYSIA SDN. BHD.（現・アイラインマレーシア） を設立
- 2004年（平成16年）
  - 1月 メンタルヘルス事業を目的として、EAP総研株式会社を設立、人材紹介事業室を設置し、有料職業紹介事業を開始
  - 3月 製造業への派遣解禁により、製造派遣を開始
  - 5月 株式会社アイラインに改称、株式会社テクノスマイル（福岡市）と業務提携
- 2005年（平成17年）
  - 7月 広告代理事業、印刷出版事業の株式会社技屋を子会社化し、商号を株式会社アイプレスに変更
  - 7月 インターネット情報検索サイトサービス事業を目的として、株式会社ビットストリームを設立
  - 7月 財団法人日本情報処理開発協会の認定によりプライバシーマークを取得
  - 8月 都運送株式会社の全株式を売却
- 2006年（平成18年）9月 株式会社フジスタッフとの経営統合に関する基本合意を締結
- 2007年（平成19年）4月 株式会社フジスタッフとの株式移転による経営統合により、共同持株会社としてフジスタッフホールディングス株式会社を設立
- 2009年（平成21年）11月30日 東京本社を千代田区丸の内のパシフィックセンチュリープレイス丸の内より、同丸の内トラストタワー本館21Fへ移転
- 2011年（平成23年）7月1日 ランスタッド日本法人とともにフジスタッフに吸収合併され、解散[8]

## 不祥事・トラブル

### 偽装請負問題
アイラインは、主要取引先であるキヤノンと共に偽装請負を行なっていた。雇用主はアイラインであるにもかかわらず労働者はキヤノンの正社員より教育を受けていた。当初は請負契約であったものが、2005年5月に労働者派遣契約に変更し、2006年5月に請負契約に変更するといった、雇用形態の変更が複数回行なわれた。
2006年秋には本偽装請負に対して都道府県労働局が指導を行なう。また、2007年2月には労働組合・キヤノンユニオン宇都宮支部長が衆議院予算委員会の公聴会に招かれ、本偽装請負について意見を述べている。

### 「協力会費」の天引き
同社の請負労働者は、「協力会費」名目で不透明な天引きを受けていると主張し、アイラインへの指導を求め労働基準監督署に申告を行なっている。
労働者側は「協力会費」は強制的に徴収されていたと主張している。一方アイライン側は、「協力会費」の支払いは任意と主張し、廃止や返金を否定している。
「協力会費」の天引きは請負・派遣労働者から月額300円、日雇い労働者から派遣1回ごとに120円となっており、その総額は2007年時点で年間約8000万円となっている。
ちなみに、同様の天引きはグッドウィルやフルキャストの日雇い派遣でも明らかになっており、厚生労働省が一斉指導を行なっている。

### 内部からと見られる、関連項目削除
2007年8月中旬から翌2008年9月1日にかけて、本項目およびフジスタッフと偽装請負の項目において株式会社アイライン、及びその意を受けたと見られるIT調査会社『IDCジャパン』を所有者とするIPアドレスから、偽装請負や協力会費等の問題に言及した部分を、対話無く繰り返し削除するという荒らし行為がWikiScannerによって発覚した。

### スポンサー
- 石浦宏明（レーシングドライバー）
- 東北楽天ゴールデンイーグルス
- 栃木SC
- ゴスペルジェネレーション（提供番組）